# Conseil régional du Centre-Val de Loire
Mandature 2021-2028
Hôtel de région
Le conseil régional du Centre-Val de Loire est l'assemblée délibérante de la région française du Centre-Val de Loire. Le conseil régional est composé de 77 conseillers régionaux élus pour une durée de six ans et est présidé par le socialiste François Bonneau depuis le 7 septembre 2007 à la suite de la démission du socialiste Michel Sapin, afin de respecter le non-cumul des mandats. Il siège au 9, rue Saint-Pierre Lentin, à Orléans, non loin de la préfecture, du rectorat d'Orléans-Tours et de la cathédrale Sainte-Croix.

## Organisation et fonctionnement
Les sièges de cette région sont répartis par département :
- 19 conseillers pour le Loiret ;
- 18 conseillers pour l'Indre-et-Loire ;
- 12 conseillers pour l'Eure-et-Loir ;
- 10 conseillers pour le Cher
- 10 conseillers pour le Loir-et-Cher ;
- 8 conseillers pour l'Indre.

Un Conseil régional du numérique (CRNUM) a été installé par la Région, le 10 novembre 2017. Il est composé de dirigeants d’entreprises et d’experts du numérique.

## Composition
Les membres du conseil régional pour la mandature 2021-2028 ont été désignés par les élections régionales de 2021 en Centre-Val de Loire. La présidence, les vice-présidences et les différents groupes politiques ont été désignés lors de la session d'installation du 2 juillet 2021.

### Exécutif régional

#### Présidence
| Identité         | Étiquette | Étiquette | Département |
| ---------------- | --------- | --------- | ----------- |
| François Bonneau |           | PS        | Loiret      |

#### Vice-présidences
Outre le président, le conseil régional dispose de quatorze vice-présidents. 
|                     | Nom | Nom                  | Parti | Délégation                                                                                         | Autres mandats                             | Département    |
| ------------------- | --- | -------------------- | ----- | -------------------------------------------------------------------------------------------------- | ------------------------------------------ | -------------- |
| 1er vice-président  |     | Marc Gricourt        | PS    | Finances et Personnel.                                                                             | Maire de Blois                             | Loir-et-Cher   |
| 2e vice-président   |     | Jérémie Godet        | EÉLV  | Climat, Transformations écologiques et sociales, Économie sociale et solidaire et Vie associative. | Conseiller municipal d'Argenton-sur-Creuse | Indre          |
| 3e vice-présidente  |     | Carole Canette       | PS    | Lycées, Éducation, Orientation, Jeunesse et Vie lycéenne.                                          | Maire de Fleury-les-Aubrais                | Loiret         |
| 4e vice-président   |     | Harold Huwart        | PRV   | Économie, Tourisme, Europe et Numérique.                                                           | Maire de Nogent-le-Rotrou                  | Eure-et-Loir   |
| 5e vice-présidente  |     | Delphine Benassy     | EÉLV  | Culture et Coopération.                                                                            |                                            | Loir-et-Cher   |
| 6e vice-président   |     | Philippe Fournié     | PS    | Mobilités, Transports et Intermodalités.                                                           | Adjoint au maire de Vierzon                | Cher           |
| 7e vice-présidente  |     | Sylvie Dubois        | PCF   | Santé et prévention.                                                                               | Ajointe à la maire de Saran                | Loiret         |
| 8e vice-président   |     | Jean-François Bridet | EÉLV  | Transition énergétique, Biodiversité, Eau et Air.                                                  | Conseiller municipal à Chartres            | Eure-et-Loir   |
| 9e vice-présidente  |     | Magali Bessard       | PCF   | Égalité entre les femmes et les hommes et Formations sanitaires et sociales.                       | 1re adjointe au maire de Bourges           | Cher           |
| 10e vice-président  |     | Dominique Roullet    | PS    | Développement des territoires et Contractualisation.                                               | Adjoint au maire d’Issoudun                | Indre          |
| 11e vice-présidente |     | Anne Besnier         | PS    | Enseignement Supérieur, Recherche et Innovation.                                                   | Conseillère municipale de Fay-aux-Loges    | Indre          |
| 12e vice-présidente |     | Gaëlle Lahoreau      | EÉLV  | Démocratie permanente, Citoyenneté, Initiatives locales et Éducation populaire.                    |                                            | Indre-et-Loire |
| 13e vice-président  |     | Jean-Patrick Gille   | PS    | Emploi, Formation professionnelle et Insertion.                                                    | Conseiller municipale de Tours             | Indre-et-Loire |
| 14e vice-présidente |     | Temanuata Girard     | DVG   | Agriculture et Alimentation.                                                                       | Conseillère municipale de Luynes           | Indre-et-Loire |

### Assemblée régionale
|                                                      |       |       |      |                                                   |                            |
| Président du Conseil régional de Centre-Val de Loire |       |       |      |                                                   |                            |
| François Bonneau (PS)                                |       |       |      |                                                   |                            |
| Parti                                                | Sigle | Sigle | Élus | Groupe                                            | Président                  |
| Majorité (42 sièges)                                 |       |       |      |                                                   |                            |
| Parti socialiste                                     |       | PS    | 19   | Socialistes, Radicaux, Citoyens                   | Karine Gloanec Maurin (PS) |
| Parti radical                                        |       | RAD   | 2    | Socialistes, Radicaux, Citoyens                   | Karine Gloanec Maurin (PS) |
| Divers gauche                                        |       | DVG   | 2    | Socialistes, Radicaux, Citoyens                   | Karine Gloanec Maurin (PS) |
| Parti radical de gauche                              |       | PRG   | 1    | Socialistes, Radicaux, Citoyens                   | Karine Gloanec Maurin (PS) |
| Europe Écologie Les Verts                            |       | EÉLV  | 5    | Écologie et Solidarité                            | Jérémie Godet (EÉLV)       |
| Divers écologistes                                   |       | ÉCO   | 4    | Écologie et Solidarité                            | Jérémie Godet (EÉLV)       |
| La France insoumise                                  |       | LFI   | 2    | Écologie et Solidarité                            | Jérémie Godet (EÉLV)       |
| Génération.s                                         |       | G·s   | 1    | Écologie et Solidarité                            | Jérémie Godet (EÉLV)       |
| Parti communiste français                            |       | PCF   | 6    | Communiste et Républicain                         | Emmanuel Léonard (PCF)     |
| Opposition (35 sièges)                               |       |       |      |                                                   |                            |
| Les Républicains                                     |       | LR    | 11   | Union de la Droite, du Centre et des Indépendants | Nicolas Forissier (LR)     |
| Union des démocrates et indépendants                 |       | UDI   | 2    | Union de la Droite, du Centre et des Indépendants | Nicolas Forissier (LR)     |
| Rassemblement national                               |       | RN    | 10   | Rassemblement national et Alliés                  | Aleksandar Nikolic (RN)    |
| L'Avenir français                                    |       | LAF   | 3    | Rassemblement national et Alliés                  | Aleksandar Nikolic (RN)    |
| Sans étiquettes                                      |       | SE    | 3    | Centre, Démocrate, Républicain et Citoyen         | Marc Fesneau (MoDem)       |
| Divers droite                                        |       | DVD   | 1    | Centre, Démocrate, Républicain et Citoyen         | Marc Fesneau (MoDem)       |
| Mouvement démocrate                                  |       | MoDem | 4    | Centre, Démocrate, Républicain et Citoyen         | Marc Fesneau (MoDem)       |
| La République en marche                              |       | LREM  | 1    | Centre, Démocrate, Républicain et Citoyen         | Marc Fesneau (MoDem)       |

## Historique

### Identité visuelle (logo)
| Logo | Commentaire |
| ---- | --- |
|      | Logo du Conseil régional du Centre de 2002 au 15 mars 2015. |
|      | Logo (de facto) du Conseil régional du Centre-Val de Loire du 17 janvier au 15 mars 2015. |
|      | Logo actuel du Conseil régional du Centre-Val de Loire depuis le 16 mars 2015. Description du logo : le vert représente les forêts, les parcs naturels régionaux et les pâturages (Brenne, Sologne et Perche) ; le bleu évoque l'histoire royale de la région et la Loire; enfin le jaune symbolise des plaines céréalières (Beauce et Champagne berrichonne). |

### Présidents du Conseil régional
- Raymond Boisdé (1974-1976) - (RI)
- Pierre Sudreau (1976-1978) - (CDP puis CDS-UDF)
- Jean Delaneau (1978-1983) - (UDF-PR)
- Daniel Bernardet (1983-1985) - (UDF)
- Maurice Dousset (1985-1998) - (UDF-PR)
- Bernard Harang (1998) - (UDF-DL) ; démission à la suite de son élection avec les voix du Front national
- Lydie Gerbaud (1998) - (RPR) ; doyenne d'âge, intérim
- Michel Sapin (1998-2000) - (PS) ; démission après son entrée au gouvernement
- Jean Germain (2000) - (PS) ; intérim
- Alain Rafesthain (2000-2004) - (PS)
- Michel Sapin (2004-2007) - (PS) ; démission après son élection comme député
- Jean Germain (2007) - (PS) ; intérim
- François Bonneau (depuis 2007) - (PS).

## Anciens conseils régionaux

### De 1998 à 2004

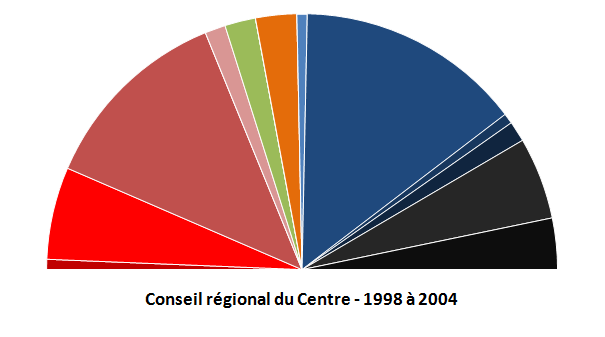

Le conseil était également composé de 77 membres :
- Majorité régionale (19 PS, 9 PCF, 3 Verts, 2 apparentés) : 33 élus.
- Opposition régionale (22 UMP, 4 UDF, 1 CPNT, 2 MPF, 1 apparenté) : 30 élus.
- Extrême droite (8 FN, 5 apparentés) : 13 élus.
- Extrême gauche (1 LO) : 1 élu.

### De 2004 à 2010

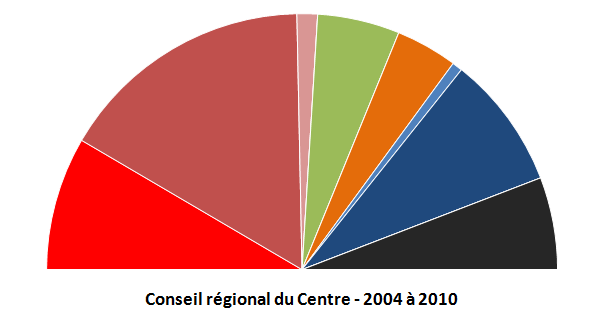

Le conseil était également composé de 77 membres :
- Majorité régionale (25 PS, 13 PCF, 8 Verts, 2 PRG) : 48 élus.
- Opposition régionale (13 UMP, 6 MoDem, 1 NC) : 20 élus.
- Extrême droite (9 FN) : 9 élus.

### De 2010 à 2015
Au niveau régional, l'ensemble de toutes les gauches totalise 49 élus sur 77, et forme la majorité régionale. Le principal groupe d'opposition de droite dispose de 20 sièges, tandis que l'extrême-droite dispose de 7 sièges. Un élu non-inscrit complète la liste.
À la suite de l'élection le 17 juin 2007 du socialiste Michel Sapin en tant que député de la première circonscription de l'Indre, le conseil régional est présidé par le socialiste François Bonneau.
Ce dernier a été réélu président du Conseil Régional du Centre à la suite des élections régionales des 14 et 21 mars 2010.

#### Composition
À la suite des élections régionales des 14 et 21 mars 2010, le Conseil régional de la région Centre est composé de 77 membres répartis de la manière suivante :
- Groupe Parti socialiste, Parti radical de gauche et apparentés (PS - PRG) : 29 élus (PSa).
- Groupe Union pour la région Centre (UMP - NC) : 20 élus (UPRC).
- Groupe Europe Écologie Les Verts (EELV) : 12 élus (EÉ).
- Groupe Communiste-Front de gauche (PCF) : 8 élus (GC-FdG).
- Groupe Front national (FN) : 7 élus (FN).
- Non-inscrit : 1 élu.

#### Vice-présidents
- Jean-Marie Beffara (PS-PRG), 1er vice-président (finances, moyens généraux et personnel)
- Marie-Madeleine Mialot-Muller (PS-PRG), 2e vice-présidente (économie et emploi, agriculture, artisanat, économie solidaire, innovation par les entreprises et pôles de compétitivité)
- Gilles Deguet (Europe Écologie - Les Verts), 3e vice-président (agenda 21, énergie, climat et environnement (eau, air, déchets))
- Isabelle Gaudron (PS-PRG), 4e vice-présidente (apprentissage, insertion, formation professionnelle, formation tout au long de la vie)
- Jean-Michel Bodin (PCF - Front de Gauche), 5e vice-président (transports, infrastructures, circulations douces et intermodalité)
- Michelle Rivet (Europe Écologie - Les Verts), 6e vice-présidente (projets de développement rural)
- Dominique Roullet (PS-PRG), 7e vice-président (aménagement du territoire, SRADDT (Schéma régional d'aménagement et de développement durable du territoire))
- Pascale Rossler (Europe Écologie - Les Verts), 8e vice-présidente (biodiversité, éducation à l’environnement, loire, tourisme et patrimoines)
- Patrick Riehl (PS-PRG), 9e vice-président (universités, enseignement supérieur, recherche, innovation, transfert de technologie)
- Chantal Rebout (Europe Écologie - Les Verts), 10e vice-présidente (éducation et lycées)
- Philippe Fournié (PS-PRG), 11e vice-président (formations sanitaires et sociales, santé)
- Carole Canette (PS-PRG), 12e vice-présidente (culture et créativité numérique)
- François Dumon (PCF - Front de Gauche), 13e vice-président (jeunesse, sport, fonds européens)
- Karine Gloanec Maurin (PS-PRG), 14e vice-présidente (relations internationales, coopération interrégionale, Europe et politiques européennes)
- Yann Bourseguin (PS-PRG), 15e vice-président (logement, habitat, technologies de l’information et de la communication et démocratie participative)

### 2015-2021

#### Composition
La composition de la mandature 2015-2021 est issue des élections régionales de 2015 en Centre-Val de Loire :
- Les listes « Socialistes, radicaux et démocrates » (PS - PRG - UDE) et « Écologistes » (EÉLV) ont obtenu la majorité absolue, 40 sièges sur 77, soit;
  - 31 sièges pour la liste « Socialistes, radicaux et démocrates » (PS - PRG - UDE),
  - 9 sièges pour la liste « Écologistes » (EÉLV).
- La liste « Union de la droite et du centre » (UDI - LR - MoDem) a obtenu 20 sièges.
- La liste « Front national » (FN) a obtenu 17 sièges.

#### Présidence
À la suite de la séance d'installation du 18 décembre 2015, le conseil régional est présidé par François Bonneau (PS). 

#### Vice-présidences
Pour la mandature 2015-2021, outre la présidence, le conseil régional compte treize vice-présidents.